# Julius Glaß
Julius Glaß (* 19. Januar 1808 in Leipzig; † 28. September 1862 in Gera) war ein deutscher Bankier, Kaufmann und Politiker.

## Leben
Glaß war der Sohn des Seidenwirkers und Handlungskassierers Johann Gottfried Glaß aus Leipzig und dessen Ehefrau Rosina Maria geborene Baltharsar. Er war evangelisch-lutherischer Konfession und heiratete am 5. Februar 1833 auf Quoos bei Leipzig Christiane Amalie Bernhard(t) aus Neustadt bei Stolzen, die Witwe des Erb-, Lehn- und Gerichtsherren Johann Christian Heuner auf Quoos.
Glaß studierte Geisteswissenschaften und wurde zum Dr. phil. promoviert. Seit 1847 war er in Gera ansässig und wurde gemeinsam mit seinem Bruder Eduard Glaß Inhaber des „Wechsel-Geschäfts Eduard Glaß“. 1851 gründete er das Kammwollen-Kämmereigeschäft „J. Glaß & Neumerkel“ gemeinsam mit J.C.G Neumerkel. 1860 verkaufte er seine Geschäftsanteile.
In der Märzrevolution wurde er am 25. April 1848 als Stellvertretender Abgeordneter der Frankfurter Nationalversammlung gewählt, trat aber nie in das Parlament ein.
Vom 2. Oktober 1848 bis zum 9. März 1849 und vom 18. Mai bis zum 5. September 1862 war er Abgeordneter im Landtag Reuß jüngerer Linie.